# Protonema (zespół muzyczny)
Protonema – indonezyjski zespół muzyczny z Bandungu. Został założony w 1989 roku.
Okres ich największej popularności przypadł na lata 90. XX wieku. Grupę tworzyli: Doddy (bas), Gun Gun (klawisze), Didiet (perkusja), Sidik (gitara). Z początku zespół nie miał stałego wokalisty. W 1991 r. pozycję basisty zajął Lusman. Funkcję wokalisty pełnili Ozie, Ian i Micko (były członek zespołu Java Jive).
Swoją karierę zaczęli od występowania w kawiarniach. W 1996 r. wydali swój debiutancki album pt. Protonema. Wśród przebojów, które spopularyzowali, są takie utwory jak „Kiranya” czy „Rinduku Adinda”.
Zespół zakończył swoją działalność w 2008 roku. W tym samym roku zmarł wokalista grupy Micko (Widyatmiko Nugroho).

## Dyskografia
Źródło: .
Albumy
- 1996: Protonema
- 1997: November
- 2000: Pilihan Pertama